# Isabella di Lusignano
Isabella di Lusignano (1216 circa – 1264) fu reggente del Regno di Gerusalemme e Cipro, dal 1263 alla sua morte.

## Biografia

### Infanzia
Sia secondo Les familles d'outre-mer, che il Recueil des historiens des croisades. Historiens occidentaux. Tome second, Isabella era la figlia secondogenita del secondo re di Cipro della dinastia dei Lusignano, Ugo I e di Alice di Champagne, che, ancora secondo il Recueil des historiens des croisades. Historiens occidentaux. Tome second, era la figlia secondogenita della regina di Gerusalemme, Isabella di Gerusalemme e del suo terzo marito, il conte di Champagne, Enrico II, che, secondo la Chronica Albrici Monachi Trium Fontium, Enrico era il figlio maschio primogenito del Conte di Champagne (conte di Troyes e conte di Meaux) e di Brie, Enrico I il Liberale e di Maria di Francia, che, sia secondo il cronista e monaco benedettino inglese, Matteo di Parigi, che secondo la Chronica Albrici Monachi Trium Fontium, Maria era la figlia primogenita di Luigi VII, detto il Giovane, re di Francia, e della duchessa d'Aquitania e Guascogna e contessa di Poitiers, Eleonora d'Aquitania, che, ancora secondo la Chronica Albrici Monachi Trium Fontium, era la figlia primogenita del duca di Aquitania, duca di Guascogna e conte di Poitiers, Guglielmo X il Tolosano e della sua prima moglie, Aénor di Châtellerault († dopo il 1130), figlia del visconte Americo I di Châtellerault e della Maubergeon, che al momento della sua nascita era l'amante di suo nonno Guglielmo IX il Trovatore.
Ugo I di Cipro, come ci conferma la Chroniques d'Amadi et de Strambaldi. T. 1, era figlio del re di Cipro e re di Gerusalemme, Amalrico II di Lusignano, e della sua prima moglie Eschiva di Ibelin., che, secondo Les familles d'outre-mer, era figlia di Baldovino di Ibelin ( †  1187), signore di Ibelin e signore di Ramla, e di Richilde di Bethsan, figlia di Guermond, signore di Bethsan.

### Giovinezza
Suo padre, Ugo I, sia secondo il Recueil des historiens des croisades. Historiens occidentaux. Tome second, che la Chroniques d'Amadi et de Strambaldi. T. 1, si recò a Tripoli, per partecipare al matrimonio della sua sorellastra, Melisenda con Boemondo IV di Antiochia.
Dopo il matrimonio della sorellastra, a Tripoli in Siria, nel 1218, sempre secondo la Chroniques d'Amadi et de Strambaldi. T. 1, Ugo si ammalò e, non molto tempo dopo morì, lasciando un figlio maschio di nove mesi, Enrico che gli succedette, come Enrico I; ancora secondo la Chroniques d'Amadi et de Strambaldi. T. 1, fu tumulato nella chiesa degli Ospitalieri di San Giovanni di Gerusalemme di Tripoli ed in seguito fu portato nella chiesa degli Ospitalieri di San Giovanni di Gerusalemme di Nicosia.
A Ugo I succedette suo fratello, Enrico, di nove mesi, sotto la reggenza di sua madre, Alice, che secondo Les familles d'outre-mer, per il governo del regno si affidò ai suoi fratellastri, Filippo d'Ibelin e Giovanni di Ibelin, signore di Beirut e connestabile di Gerusalemme, che furono reggenti per Enrico I, come conferma anche il documento III della Histoire de l'île de Chypre sous le règne des princes de la maison de Lusignan. 3
La sorella maggiore di Isabella, si chiamava Maria. 
Secondo il Recueil des historiens des croisades. Historiens occidentaux. Tome second, sua zia, sorella di sua madre, Filippa di Champagne, nel 1215, aveva sposato Erardo di Brienne, nipote di Giovanni (1170 - 1237), re di Gerusalemme (1210-1225) e futuro imperatore di Costantinopoli), che aveva incoraggiato Filippa a reclamare la contea di Champagne, che era stata di suo padre ed ora era finita al cugino Tebaldo IV che, essendo minorenne, era ancora sotto la tutela della madre, Blanca di Navarra, che, ovviamente si oppose alle pretese di Filippa e lo scontro fra le due famiglie crebbe fino a sfociare nella guerra aperta passata alla storia come la Guerra di successione di Champagne, che si concluse con la sconfitta della zia Filippa, che, nel 1222, venne persuasa a lasciar cadere ogni pretesa e a lasciare la regione al cugino, in cambio di una somma di denaro.
Secondo il Recueil des historiens des croisades. Historiens occidentaux. Tome second, prima del 1225, sua madre, Alice, si sposò in seconde nozze, sull'isola di San Tommaso che si trova di fronte a Tripoli, con Boemondo, figlio del Principe d'Antiochia e Conte di Tripoli, Boemondo IV e di Plaisance di Gibelletto (m. 1217).
Sua madre, Alice, nel 1231, lasciata la Terra santa, raggiunse la contea di Champagne e, ritenendo di poter accampare diritti sulla contea di Champagne, con l'appoggio di molti nobili della contea riprese la contestazione contro il cugino, il conte di Champagne, Tebaldo IV. Tebaldo IV, onde evitare di ricominciare una nuova guerra di successione, tra il 1232 ed il 1233, dovette tacitare Alice, pagando una cifra notevole (40.000 libbre), che fu prelevata dalle casse regie, per volere di Bianca di Castiglia e di suo figlio, il re di Francia, Luigi IX il Santo.

### Matrimonio
Nel 1233 Isabella aveva sposato Enrico d'Antiochia, fratello del Principe d'Antiochia e Conte di Tripoli Boemondo V d'Antiochia, figlio del Principe d'Antiochia e Conte di Tripoli Boemondo IV d'Antiochia e della moglie, Plaisance di Gibelletto, come ci conferma il Recueil des historiens des croisades. Historiens occidentaux. Tome second; il matrimonio ci viene confermato anche dalla Chroniques d'Amadi et de Strambaldi. T. 1.

### Reggenza
Sempre secondo il Recueil des historiens des croisades. Historiens occidentaux. Tome second suo figlio, Ugo fu designato reggente del regno di Gerusalemme, e Isabella ed il marito, ne presero possesso in nome del figlio, che dal 1261 era anche reggente del regno di Cipro.
Isabella lasciando il marito a San Giovanni d'Acri, ritornò a Cipro.

### Morte
Isabella morì poco dopo, tra la fine del 1263 ed il 1264; secondo la Chroniques d'Amadi et de Strambaldi. T. 1 Isabella morì attorno ancora nel 1263 e venne sepolta nella chiesa dell'ospedale di Nicosia, dove più tardi (1284) fu sepolto anche il marito, mentre il figlio, nello stesso anno del marito, fu sepolto nella stessa città, nella chiesa di Santa Sofia.
Il marito, Enrico, era annegato in mare, ancora secondo la Chroniques d'Amadi et de Strambaldi. T. 1, il 18 giugno 1276 al largo di Tiro mentre era diretto a Tripoli, su una nave di tedeschi.

## Discendenza
Isabella ad Enrico d'Antiochia diede due figli:
- Ugo[21] (1244 - 24/27 marzo 1284), re di Cipro[27] e re di Gerusalemme[28];
- Margherita (prima del 1240-30 gennaio 1308), che aveva sposato Giovanni di Montfort, e che, dopo essere rimasta vedova divenne una suora e non lasciò discendenti, come ci viene confermato dalla Chroniques d'Amadi et de Strambaldi. T. 1[29].

## Ascendenza
|                          |                       |                           | Genitori                 |  |  | Nonni |  |  | Bisnonni              |  |  | Trisnonni            |  |
|                          |                       |                           |                          |  |  |       |  |  | Ugo VIII di Lusignano |  |  | Ugo VII di Lusignano |  |
|                          |                       |                           |                          |  |  |       |  |  | Ugo VIII di Lusignano |  |  | Ugo VII di Lusignano |  |
|                          |                       | Sarracina di Lezay        |                          |  |  |       |  |  | Ugo VIII di Lusignano |  |  |                      |  |
| Amalrico II di Lusignano |                       |                           |                          |  |  |       |  |  | Ugo VIII di Lusignano |  |  |                      |  |
|                          |                       | Bourgogne de Rançon       | Goffredo di Rançon       |  |  |       |  |  |                       |  |  |                      |  |
|                          |                       | Bourgogne de Rançon       | Goffredo di Rançon       |  |  |       |  |  |                       |  |  |                      |  |
|                          |                       | Bourgogne de Rançon       | Falsifie di Moncontour   |  |  |       |  |  |                       |  |  |                      |  |
| Ugo I di Cipro           |                       | Bourgogne de Rançon       |                          |  |  |       |  |  |                       |  |  |                      |  |
|                          |                       | Baldovino di Ibelin       | Barisano di Ibelin       |  |  |       |  |  |                       |  |  |                      |  |
|                          |                       | Baldovino di Ibelin       | Barisano di Ibelin       |  |  |       |  |  |                       |  |  |                      |  |
|                          |                       | Baldovino di Ibelin       | …                        |  |  |       |  |  |                       |  |  |                      |  |
| Eschiva d'Ibelin         |                       | Baldovino di Ibelin       |                          |  |  |       |  |  |                       |  |  |                      |  |
|                          |                       | Richilde de Bethsan       | …                        |  |  |       |  |  |                       |  |  |                      |  |
|                          |                       | Richilde de Bethsan       | …                        |  |  |       |  |  |                       |  |  |                      |  |
|                          |                       | Richilde de Bethsan       | …                        |  |  |       |  |  |                       |  |  |                      |  |
| Isabella di Lusignano    |                       | Richilde de Bethsan       |                          |  |  |       |  |  |                       |  |  |                      |  |
|                          | Enrico I di Champagne | Tebaldo II di Champagne   |                          |  |  |       |  |  |                       |  |  |                      |  |
|                          | Enrico I di Champagne | Tebaldo II di Champagne   |                          |  |  |       |  |  |                       |  |  |                      |  |
|                          | Enrico I di Champagne | Matilde di Carinzia       |                          |  |  |       |  |  |                       |  |  |                      |  |
| Enrico II di Champagne   | Enrico I di Champagne |                           |                          |  |  |       |  |  |                       |  |  |                      |  |
|                          |                       | Maria di Francia          | Luigi VII di Francia     |  |  |       |  |  |                       |  |  |                      |  |
|                          |                       | Maria di Francia          | Luigi VII di Francia     |  |  |       |  |  |                       |  |  |                      |  |
|                          |                       | Maria di Francia          | Eleonora d'Aquitania     |  |  |       |  |  |                       |  |  |                      |  |
| Alice di Champagne       |                       | Maria di Francia          |                          |  |  |       |  |  |                       |  |  |                      |  |
|                          |                       | Amalrico I di Gerusalemme | Folco d'Angiò            |  |  |       |  |  |                       |  |  |                      |  |
|                          |                       | Amalrico I di Gerusalemme | Folco d'Angiò            |  |  |       |  |  |                       |  |  |                      |  |
|                          |                       | Amalrico I di Gerusalemme | Melisenda di Gerusalemme |  |  |       |  |  |                       |  |  |                      |  |
| Isabella di Gerusalemme  |                       | Amalrico I di Gerusalemme |                          |  |  |       |  |  |                       |  |  |                      |  |
|                          |                       | Maria Comnena             | Giovanni Comneno         |  |  |       |  |  |                       |  |  |                      |  |
|                          |                       | Maria Comnena             | Giovanni Comneno         |  |  |       |  |  |                       |  |  |                      |  |
|                          |                       | Maria Comnena             | Maria Taronitissa        |  |  |       |  |  |                       |  |  |                      |  |
|                          |                       | Maria Comnena             |                          |  |  |       |  |  |                       |  |  |                      |  |

### Fonti primarie
- (LA)  Monumenta Germaniae Historica, Scriptores, tomus XXIII.
- (LA)  Histoire de l'île de Chypre sous le règne des princes de la maison de Lusignan, volume 3.
- (LA)  Matthæi Parisiensis, monachi Sancti Albani, Chronica majora, vol II.
- (FR)  Recueil des historiens des croisades. Historiens occidentaux. Tome second.
- (IT)  Chroniques d'Amadi et de Strambaldi. T. 1.

### Letteratura storiografica
- Charles Petit-Dutaillis, Luigi IX il Santo, cap. XX, vol. V, in Storia del mondo medievale, 1999, pp. 829–864.
- (FR)  Les familles d'outre-mer.